# بيدرو فرنانديز (كاهن كاثوليكي)
بيدرو فرنانديز (بالإسبانية: Pedro Fernández Manrique)‏ (و. 1500 – 1540 م) هو كاهن كاثوليكي، وأسقف كاثوليكي إسباني، توفي في روما، عن عمر يناهز 40 عاماً.

## مناصب
تولى منصب كاردينال
- Bishop of the Diocese of the Canary Islands  [لغات أخرى]‏
- Bishop of Ciudad Rodrigo ‏

.

## التعليم
تعلم في جامعة سلامنكا
.